# Asiotridactylus fasciatus
Asiotridactylus fasciatus är en insektsart som först beskrevs av Guérin-Méneville 1844.  Asiotridactylus fasciatus ingår i släktet Asiotridactylus och familjen Tridactylidae. Inga underarter finns listade i Catalogue of Life.